# Oak Grove (condado de Sumner)
Oak Grove es un lugar designado por el censo ubicado en el condado de Sumner en el estado estadounidense de Tennessee. En el Censo de 2010 tenía una población de 231 habitantes y una densidad poblacional de 69,52 personas por km².

## Geografía
Oak Grove se encuentra ubicado en las coordenadas 36°34′20″N 86°22′41″O / 36.57222, -86.37806. Según la Oficina del Censo de los Estados Unidos, Oak Grove tiene una superficie total de 3.32 km², de la cual 3.32 km² corresponden a tierra firme y (0%) 0 km² es agua.

## Demografía
Según el censo de 2010, había 231 personas residiendo en Oak Grove. La densidad de población era de 69,52 hab./km². De los 231 habitantes, Oak Grove estaba compuesto por el 98.7% blancos, el 1.3% eran afroamericanos, el 0% eran amerindios, el 0% eran asiáticos, el 0% eran isleños del Pacífico, el 0% eran de otras razas y el 0% pertenecían a dos o más razas. Del total de la población el 1.73% eran hispanos o latinos de cualquier raza.